# Fortalesa d'Ananuri
La fortalesa d'Ananuri (georgià: ანანურის ციხე, Ananuris tsikhe) és un conjunt fortificat del segle xvii, situat sobre el riu Aragvi a la regió de Mtskheta-Mtianeti de Geòrgia, a uns 66 quilòmetres al nord de Tbilisi, en plena carretera militar georgiana que condueix fins a Kazbegui. Al 2007, el complex va entrar en la llista provisional per a la seva inclusió en el programa de Patrimoni de la Humanitat de la UNESCO.
El conjunt arquitectònic d'Ananuri és un dels monuments més importants de la fi del Regne de Geòrgia. Consta de monuments de culte, militars i laics. Encara que al territori de Geòrgia hi havia molts monuments en aquesta època, només uns pocs que estan recollits i relativament ben conservats.

## Història
Les fortificacions d'Ananuri, o d'altres temes relacionats, no es troben en les fonts històriques medievals més antigues i madures, mentre que l'època feudal tardana en té alguns documents notables. Aquesta situació és comprensible si tenim en compte el fet que la fortalesa és d'origen tardà. A l'indret del conjunt no hi ha rastre d'estructures periòdiques prematures. La importància d'aquest lloc com a punt estratègic va augmentar després del col·lapse del Regne de Geòrgia. Fou la residència dels eristavis (ducs) d'Aragvi, una dinastia que va governar la zona des del segle xiii i hi tenien la seva capella principal i la seva tomba ancestral, i en l'últim període de la seva existència, la residència ducal també hauria d'haver estat aquí.
El castell va ser escenari de nombroses batalles. La tragèdia de 1739 va succeir, segons l'escriptor georgià Papuna Orbeliani, quan la fortalesa va ser atacada per les forces d'un eristhavat rival, al comandament de Shanshe de Ksani. La fortalesa d'Ananuri es va enfrontar amb el seu exèrcit i un exèrcit contractat, en què el duc d'Aragvi Bardzim estava junt amb el seu germà. Molts d'ambdues parts van ser assassinats com a resultat d'aquests combats; a tot això, es va afegir la falta d'aigua, per la qual cosa Bardzim va ser finalment lliurat a l'enemic, però el seu fill es va ocultar en una torre «fortificada». Van violar un jurament de fidelitat i van matar la barricada. Altres membres de la família van ser assassinats també; després van aconseguir la fortalesa; el foc va cremar les torres i els que hi eren. Al terra, s'aprecia el fet que una enorme torre de set pisos va ser desmantellada i cremada com un cementiri. Solament dos-cents anys més tard, el 1939, van fer una excavació els arqueòlegs i es trobaren una imatge terrible davant seu: estava plena d'ossos cremats d'adults i nens, armes i diversos articles familiars.
Tanmateix, quatre anys més tard (1743) de la massacre, els camperols locals es van rebel·lar contra el govern de Shamshe, mataren els usurpadors i invitaren el rei Teimuraz II perquè hi governés. Malgrat tot, el 1746, el rei Teimuraz va haver de reprimir una altra insurrecció camperola, amb l'ajut del rei de Kakhètia, Irakli II. A partir d'ara es va convertir en la residència dels funcionaris nomenats pel rei. En anys posteriors, la fortalesa d'Ananuri va tenir molta importància estratègica. La fortalesa es va mantenir en ús fins a començaments del segle xix.

## Arquitectura

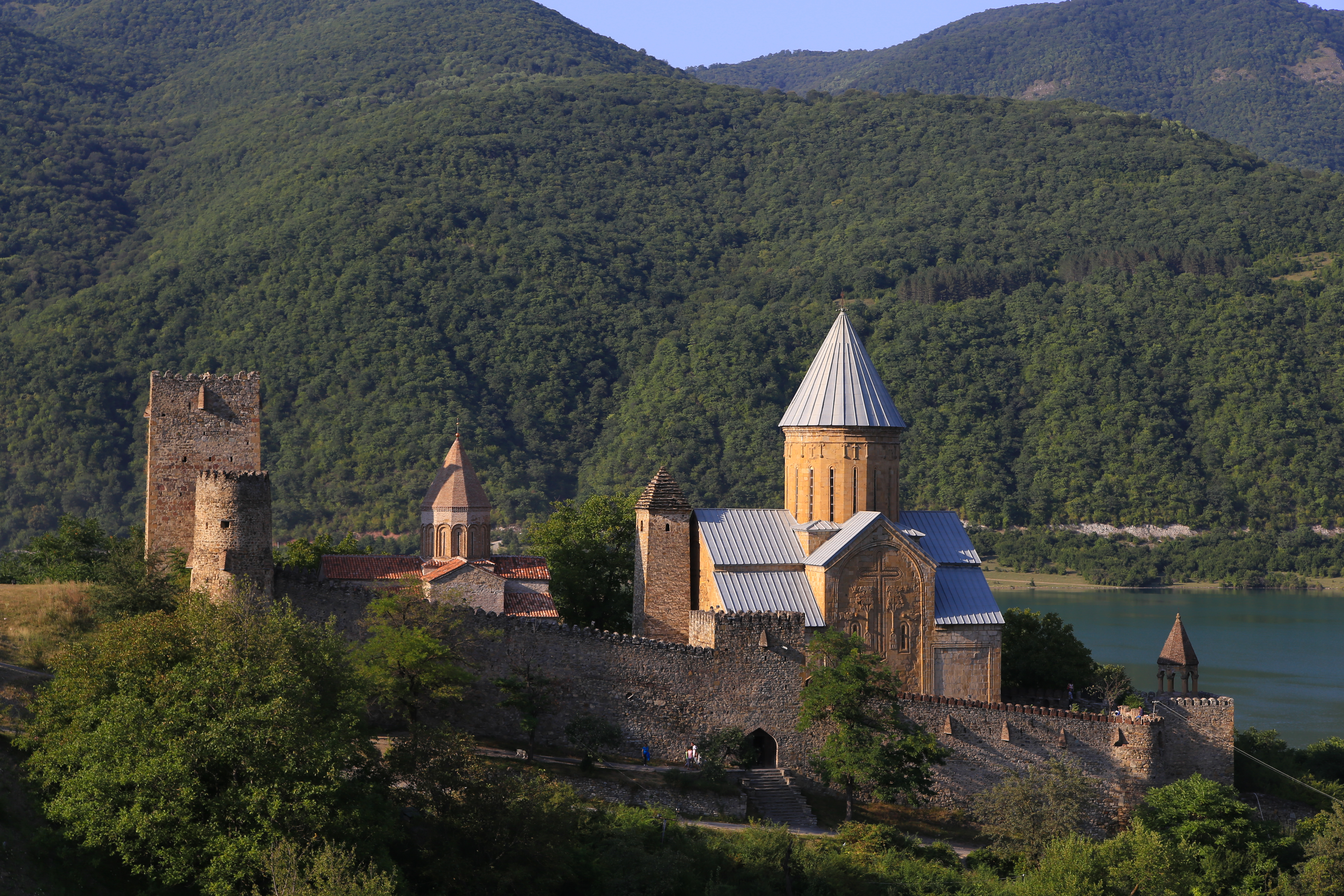
Vista sud de la fortalesa

La fortalesa consta de dues seccions principals: la fortificació inferior i la fortalesa superior (ciutadella). La part principal de la ciutadella es conserva, mentre que la fortificació inferior es troba en ruïnes.

### Fortalesa inferior
La fortalesa inferior va ser construïda en el segle xviii. Té la forma més o menys d'un triangle i està situada junt a la fortalesa superior pel nord i el nord-oest. Se'n conserven els vestigis de la torre principal i de les torres emmurallades de maó junt amb habitatges. La porta de la paret oriental n'era la principal; a la paret sud de la muralla, es troba una porta d'auxili. Després que la funció de la presó fos interrompuda, tota aquesta àrea va ser ocupada per la població.

### Fortalesa superior (ciutadella)
La fortalesa superior (ciutadella) té cinc torres als murs: tres d'elles estan situades a l'oest, la quarta quasi al centre de la paret nord i la cinquena és la torre d'entrada. Aquesta part superior va ser construïda entre els segles XVI-XVII. S'orienta d'oest a est i està envoltada per una poderosa muralla. L'alçada dels murs de la fortalesa era inicialment d'uns 5-6 metres —excepte l'est, on l'alçada va assolir els 10 metres—, que després es va elevar en 2-3 metres. Les capes cronològiques i les reparacions estan ben conservades.
El conjunt de monuments és el següent: l'entrada està situada al sud de la presó, l'altra és l'entrada a l'oest, però és tan petita que gairebé no es pren en consideració. Al centre del pati, enfront d'una torre de la muralla, n'hi ha una estreta i alta «torre Sheupovari», amb sostre piramidal escalonat; a l'oest està l'església petita d'una deïtat, i a l'est està l'edifici de la gran església de la Mare de Déu. Aquest és el nucli principal del conjunt. A l'entrada a la torre cap a l'oest, al llarg de la muralla, es troba el dipòsit de l'aigua i una font, mentre que a l'est, al centre de la muralla hi ha una església d'una única nau, de mida petita, un campanar amb un mirador. A l'oest d'aquesta església, hi ha un edifici amb un plànol octogonal de cúpula: una cel·la, que es troba fora de l'entrada. Als anys 1960 - 1968, es van fer treballs de restauració de les parts que falten als edificis; es va enfortir els murs de la tanca i les torres i es va netejar l'àrea.

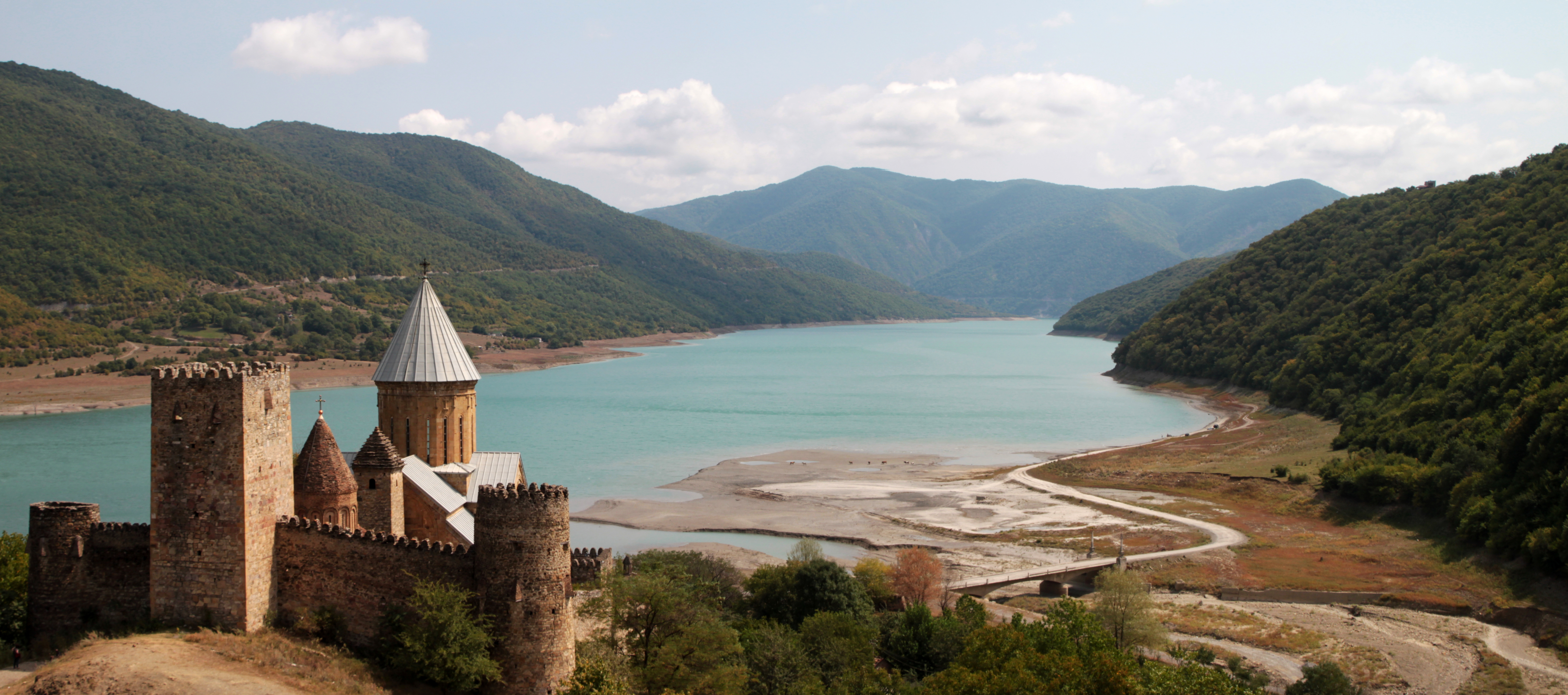
Ananouri i el riu Aragvi

Per construir una església principal al centre de la fortificació, va caldre corregir el relleu del terra. Per aconseguir aquest propòsit, la capa oriental del pati, a partir de la «torre Khevsuriana», va ser parcialment reblerta amb pedres i després es va omplir el terra. Aquesta substitució està ben establerta, ja que una estructura tan gran, com l'església de la Mare de Déu, no pot actuar sobre el seu fonament i fins i tot es troba en una situació vulnerable, ja que l'església i els murs de la fortalesa que es troben a una alçada de 5 a 6 metres —a l'est del mur sud de la fortalesa— varen necessitar la protecció del departament dels monuments culturals de la Divisió d'Assumptes d'Arts el 1939, per tal d'enfortir-los, al llarg de la paret interior, i també lluny de la paret se'n va construir un suport.
Com s'ha esmentat, la fortalesa és a la muntanya i com aquesta muntanya està drenant del riu Aragvi, tot el camí des de la part superior de la carretera fins al camí és «relliscós». La fortalesa, de fet, guardava literalment la gorja d'Aragvi al nord-sud i sud-oest. Aquesta situació hauria d'haver-se tingut en compte quan el plànol de la fortificació es va realitzar en direcció est-oest, que va enfrontar les valls amb els llargs murs de la fortalesa. Les torres també es van construir en aquest lloc amb la torre principal instal·lada al punt més alt del complex. Aquest era el centre del mur de la fortalesa. És aquí on estan les torres més grans i altes.

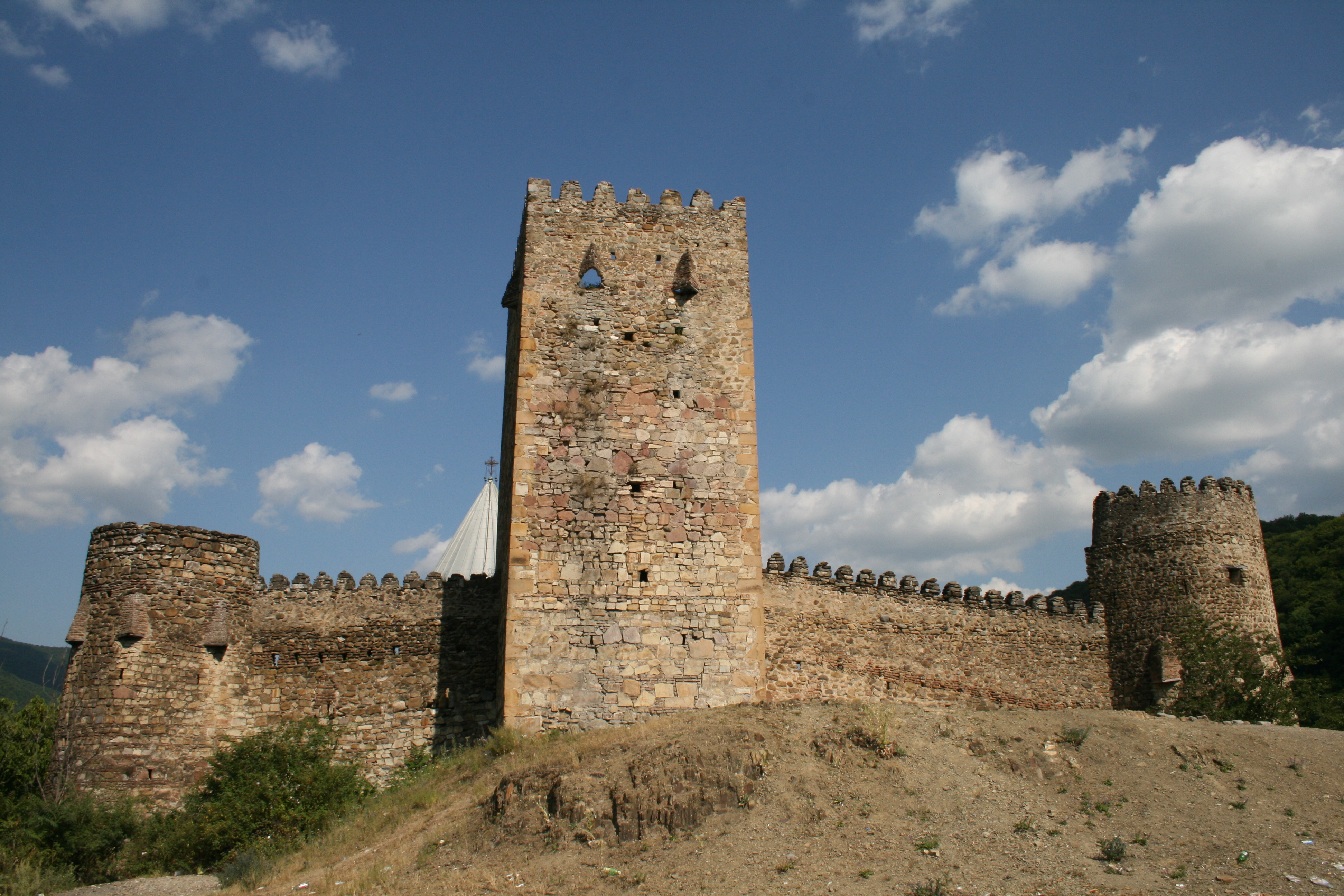
La torre del centre, la torre cilíndrica de sis pisos (dreta) i la torre cilíndrica de quatre pisos (esquerra)

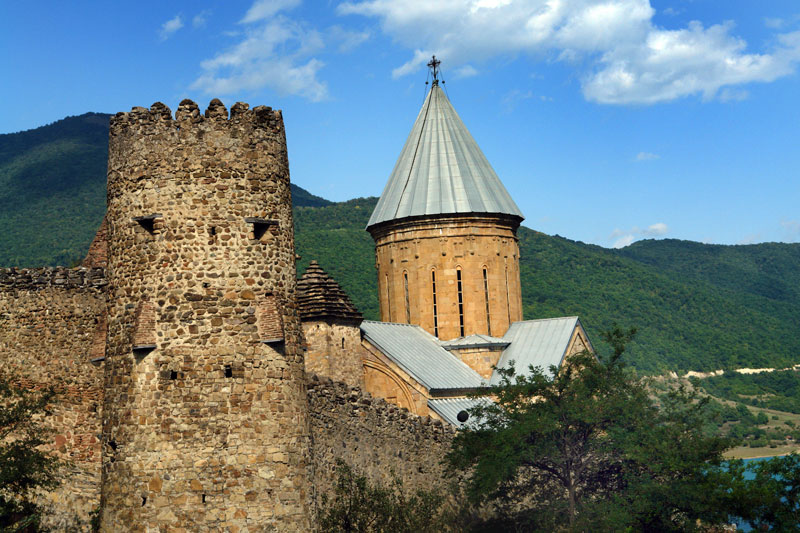
La torre cilíndrica de sis pisos, a la cantonada sud-oest de la muralla

Al mur occidental de la muralla hi ha tres torres:
- La torre del centre, d'estructura defensiva més alta i més important. Es dissenya en rectangle allargat (6,8 m x 8 m, i alçada de 20 m aprox.) S'exclouen dos terços de la part inferior que formen part de la muralla. La torre originàriament tenia sis pisos, però després se'n va retirar el sostre i es van aixecar les parets. Ara la torre té un merlet de parapet. L'entrada principal és al primer pis del pati interior, on estan encarats els murs sud i nord. L'escala està muntada a la paret del segon a l'últim pis. Els camins de ronda de la muralla estan connectats amb les altres torres.[7]
- La torre cilíndrica de sis pisos està inscrita a la cantonada sud-oest de la muralla. En la part inferior té un baix descobert ample. L'entrada al primer pis és en els pisos segon i tercer dels camins de ronda. Cada pis de la torre és una sèrie contínua d'obertures d'espitlleres per disparar, ja que la torre és defensiva. Els pisos estaven connectats a l'escala.[7]
- La torre cilíndrica de quatre pisos està situada a la cantonada nord-oest de la muralla. L'entrada és en el primer pis, des del pati, i al tercer pis es passa al camí de combat o ronda. Les espitlleres són únicament al segon i tercer pis, directament a l'entrada.[7]

#### Torre Sheupovari

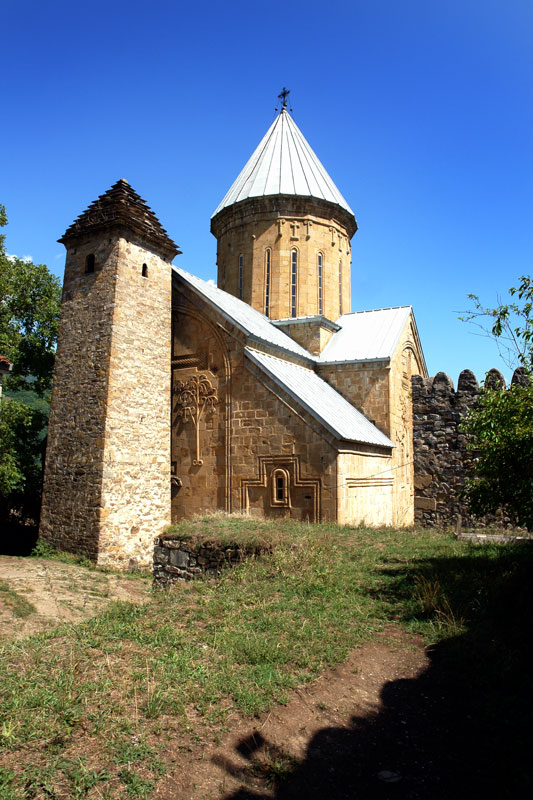
La torre Khevsuriana al costat de l'església de la Mare de Déu

Al centre de la fortalesa superior es troba a l'oest de l'església de la Mare de Déu, la torre Sheupovari (4,8 m x 4,6 m): és l'edifici més antic del conjunt —amb data dels segles XIII o XIV. La torre és bàsicament de quatre pisos, però el primer pis comença a tres metres sobre el nivell del terra i la part inferior és massissa. A la part superior hi ha obertures quadrades en direcció a la vall, que segurament es realitzaren amb el propòsit de vigilància. Forats similars més petits es troben al quart pis, dos en cada cantonada. Es pot considerar com el cinquè pis l'últim espai que té forma piramidal escalada en la cobertura.
La torre va ser construïda amb un mur de pedra. És alta (18 metres) i estreta, a diferència de la resta de torres que es van edificar en terrenys muntanyosos a Geòrgia, en proporcions, sostres i construcció. L'entrada a la torre és des de l'est al primer pis directament i en forma d'arc. La connexió entre els pisos sembla que era per una escala de fusta. La torre va ser construïda amb pedres, no té inscripció de data de realització, i no s'ha conservat en cap document històric.

#### Església de la Mare de Déu
L'edifici principal del conjunt és l'església de la Mare de Déu o de l'Assumpció, que es troba a l'est de la torre Sheupovari. Segons la inscripció a la part esquerra de la façana sud, s'esmenta la data del 1689, l'església va ser construïda per al fill del duc Bardzim. Aquesta inscripció es va publicar dues vegades: primer el 1895 per D. Gambashidze, i la segona vegada el 1897 per Садзагелов-Ивериели.

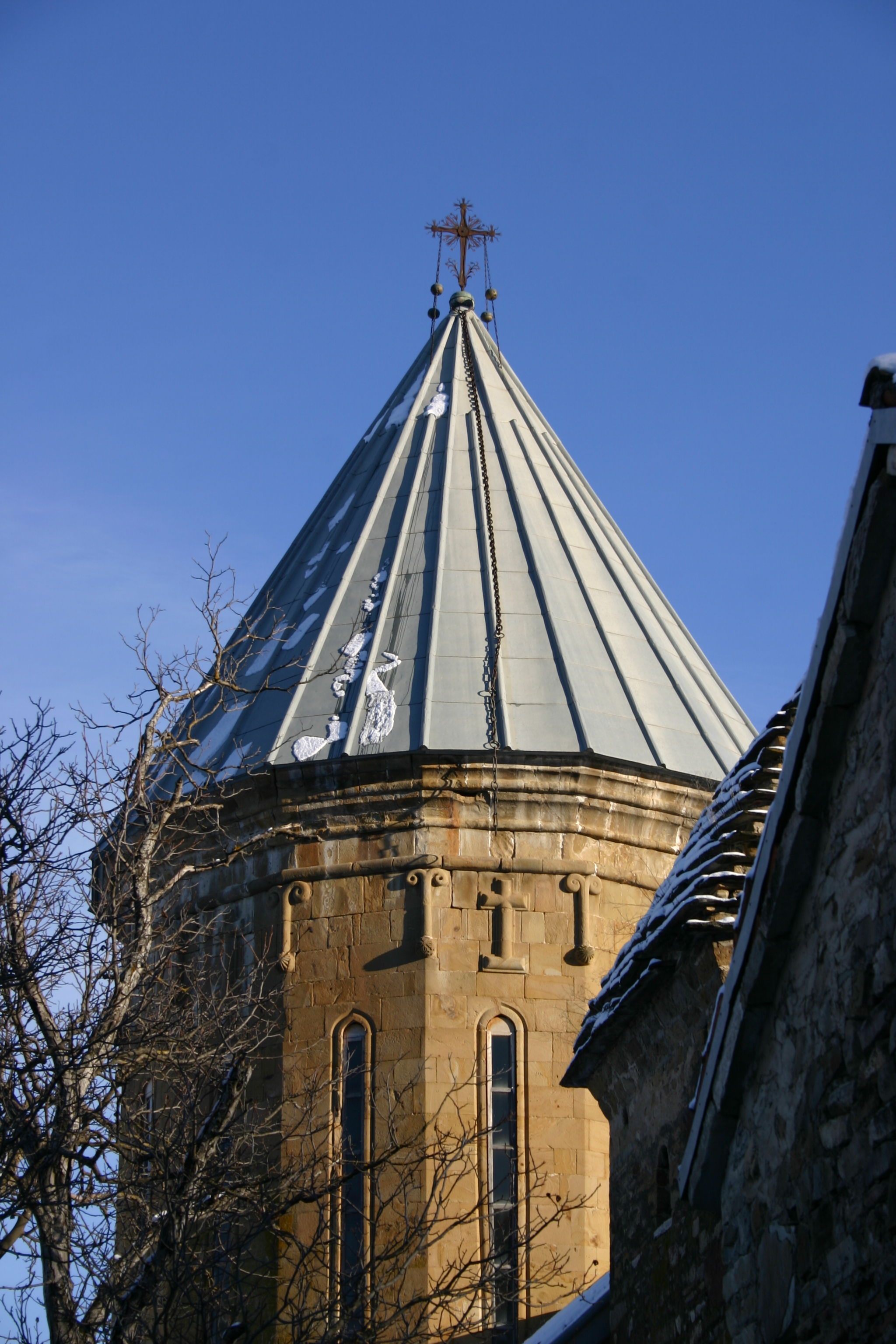
Cúpula de l'església

Es tracta d'una estructura amb planta central amb cúpula —que és un tipus de planta arquitectònica que acomoda l'espai interior d'un edifici en rotonda amb cúpula—; presenta setze obertures allargades i estretes al tambor. Als murs interiors de l'església hi ha restes de frescs, que inclouen escenes com la del Judici Final, sants i les imatges del pares assiris; aquestes representacions van acompanyades d'inscripcions amb el seu nom «Iase Tsilkani», «Stephan Khirsel» i altres, en gran part perdudes a causa de l'incendi de 1739.
Les façanes estan dividides en tres seccions; la part central és molt més ampla, alta i corbada, les seccions arcades i les interseccions rectangulars estan ricament decorades, incloent-hi l'entrada nord tallada i una gran creu de sarment de vinya tallada a la façana sud.

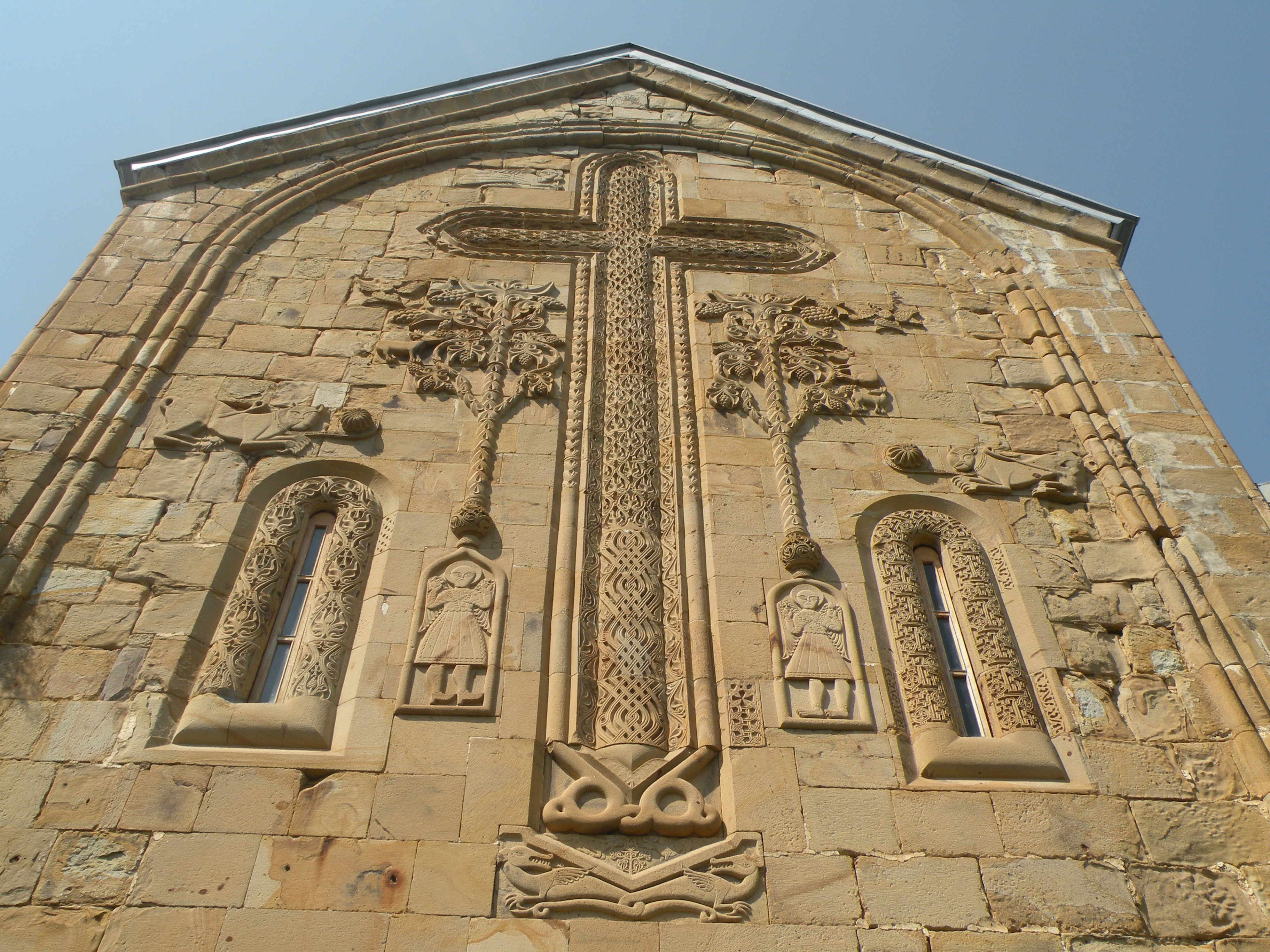
Façana sud

La façana nord és relativament comuna. A l'àrea central, a la part superior de la finestra, n'hi ha una petita creu amb una decoració llisa; té una petita finestra rodona als extrems de la creu. La secció dreta de la façana és el portal.
La façana sud està més adornada. Una gran creu tallada al centre està disposada sobre un relleu de dos dracs amb cues. En ambdós costats de la creu, a la part inferior, hi ha uns relleus d'arcàngels i sobre seu un relleu d'una vinya, sobre el qual estan dipositats un colom i un cérvol a la part esquerra i a la part dreta un cérvol i una ovella. Sobre la part superior de la vinya es troben petits querubins i sobre el braç horitzontal esquerre de la creu hi ha el relleu d'un àngel. A la part superior de la decoració de les finestres laterals d'aquesta façana estan tallats uns relleus de lleons encadenats. A la secció esquerra de la façana, on està l'entrada enriquida amb decoració tallada, n'hi ha una gran inscripció a les pedres.

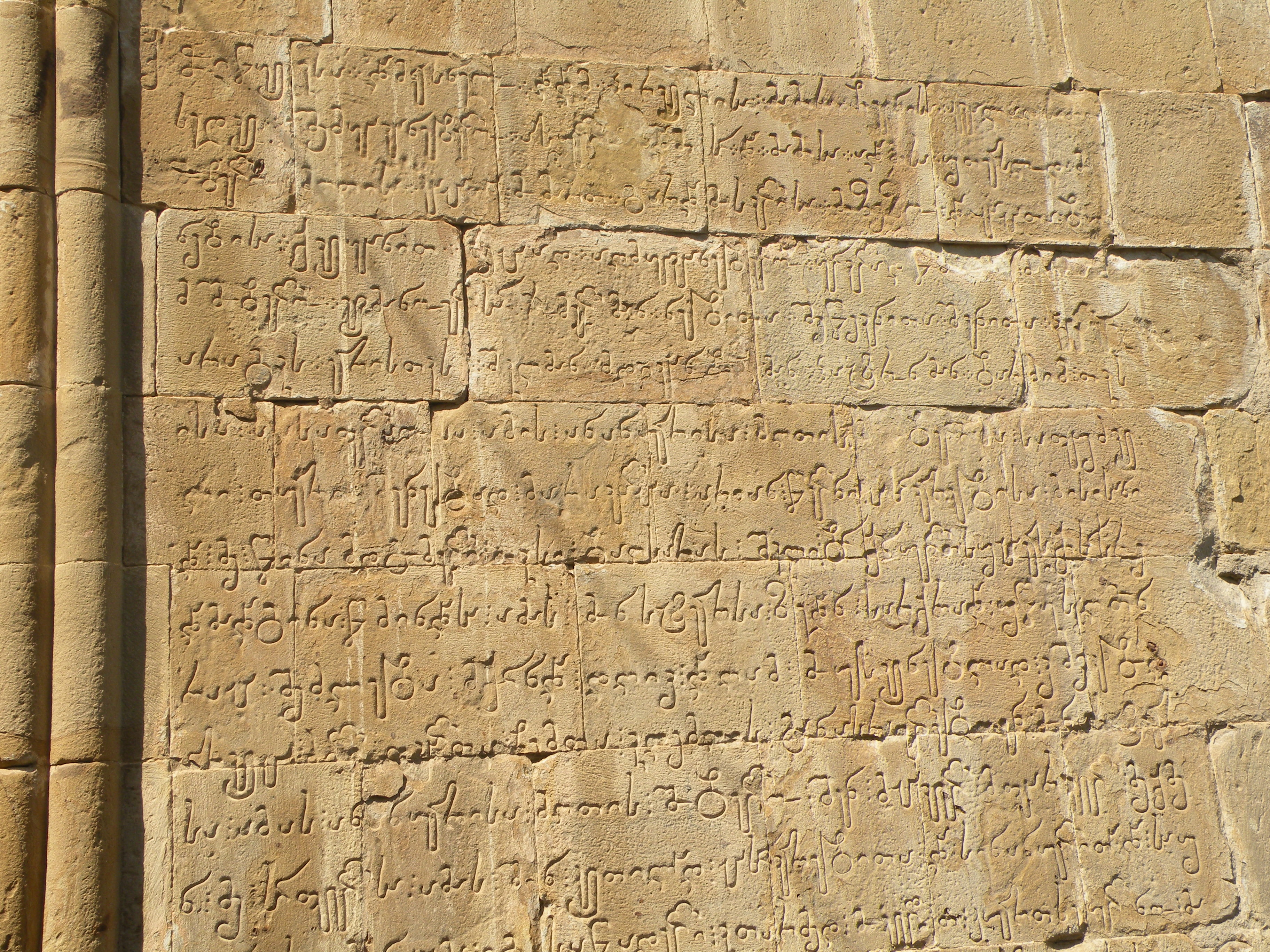
Inscripció a la façana sud de l'església de la Mare de Déu
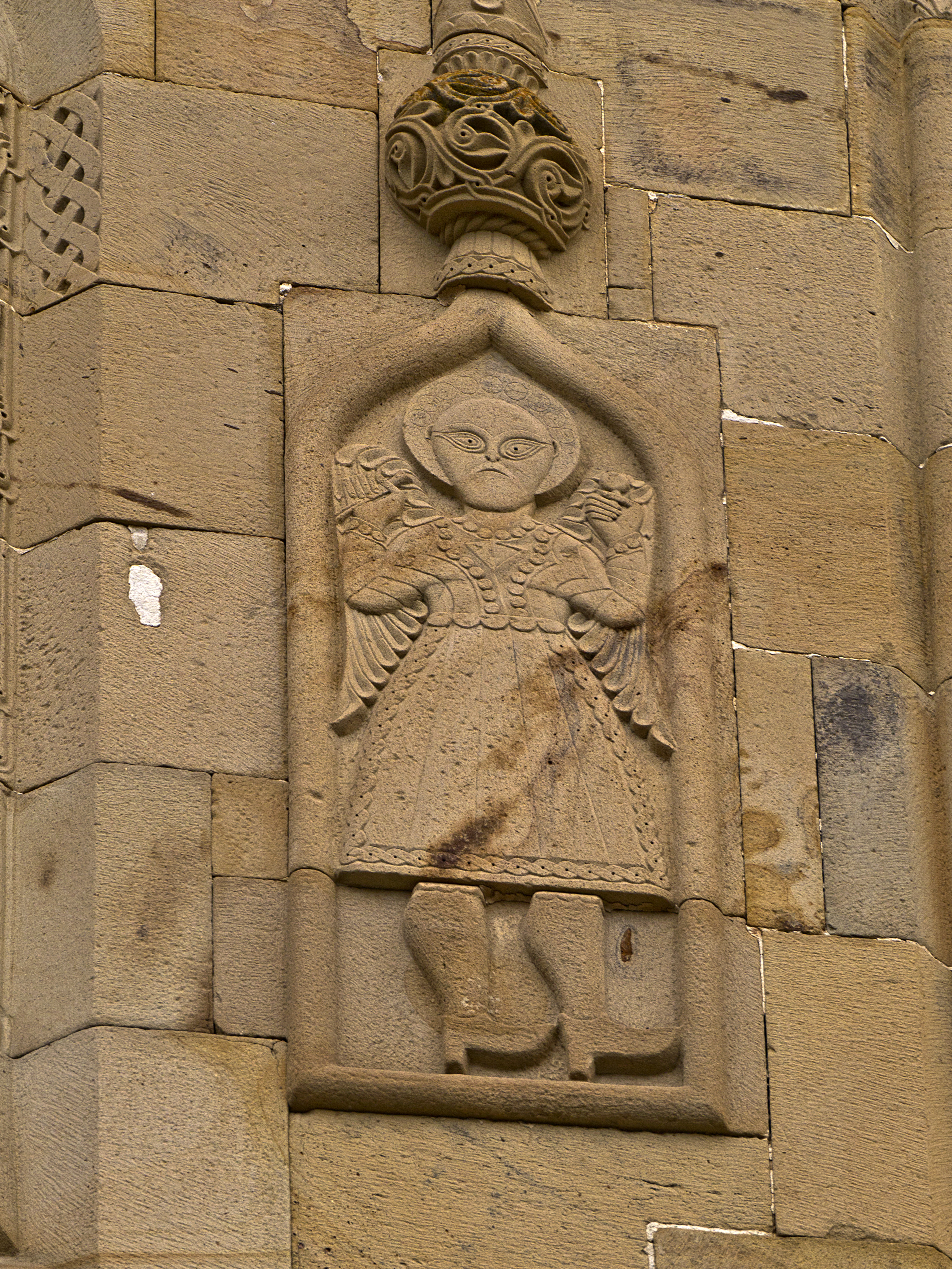
Detall de la façana d'un arcàngel
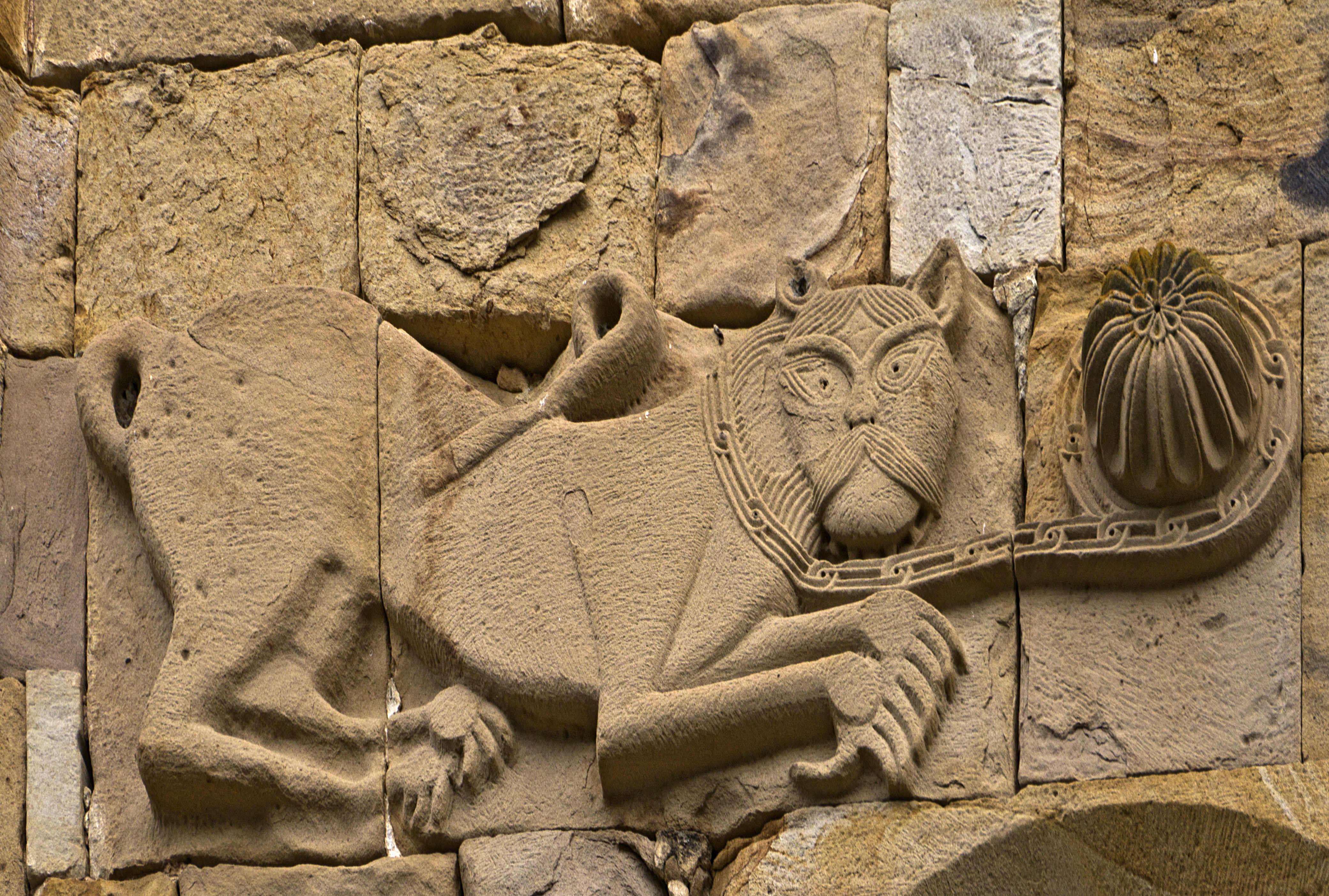
Detall d'un lleó encadenat
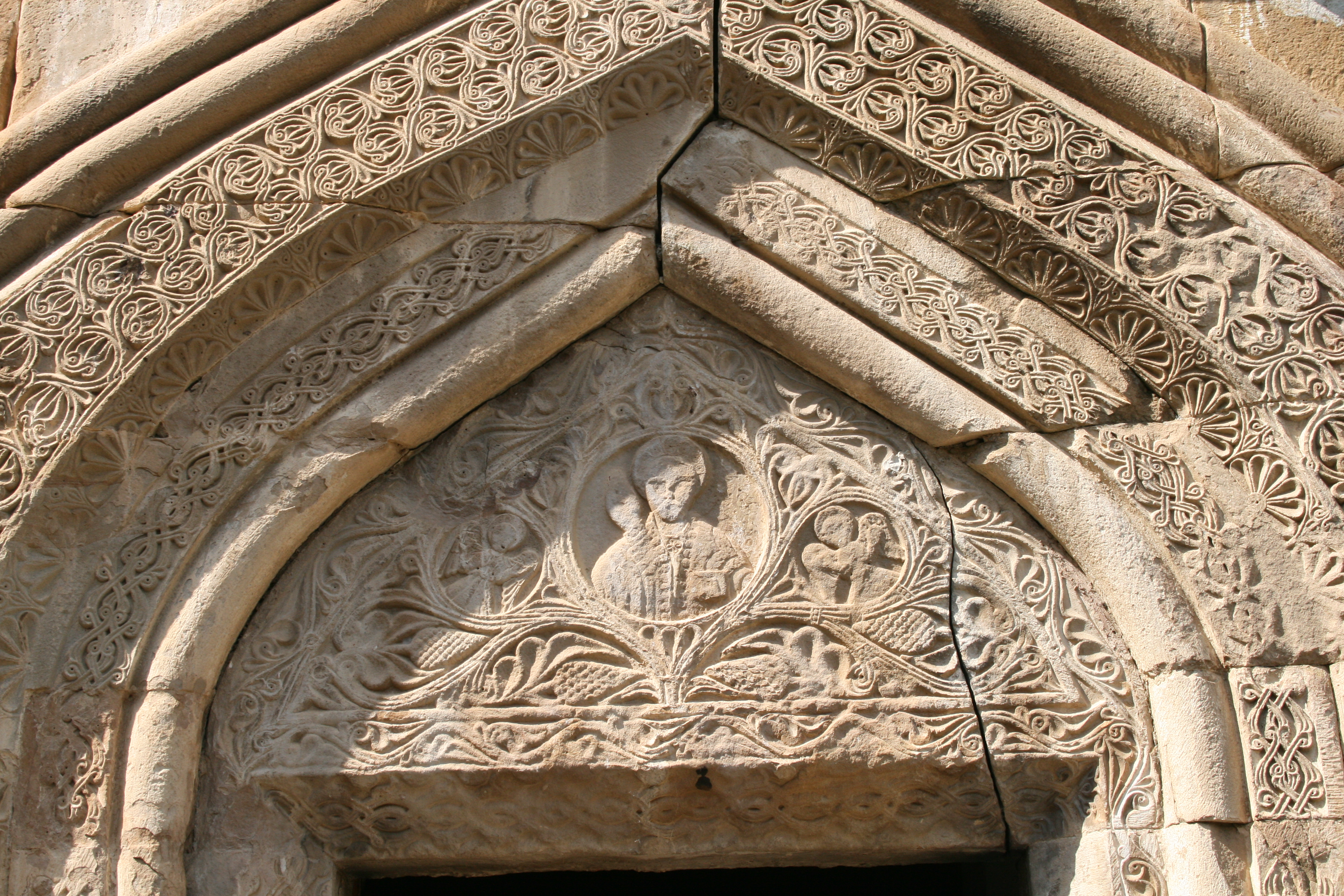
Detall de la decoració de l'entrada de la façana sud

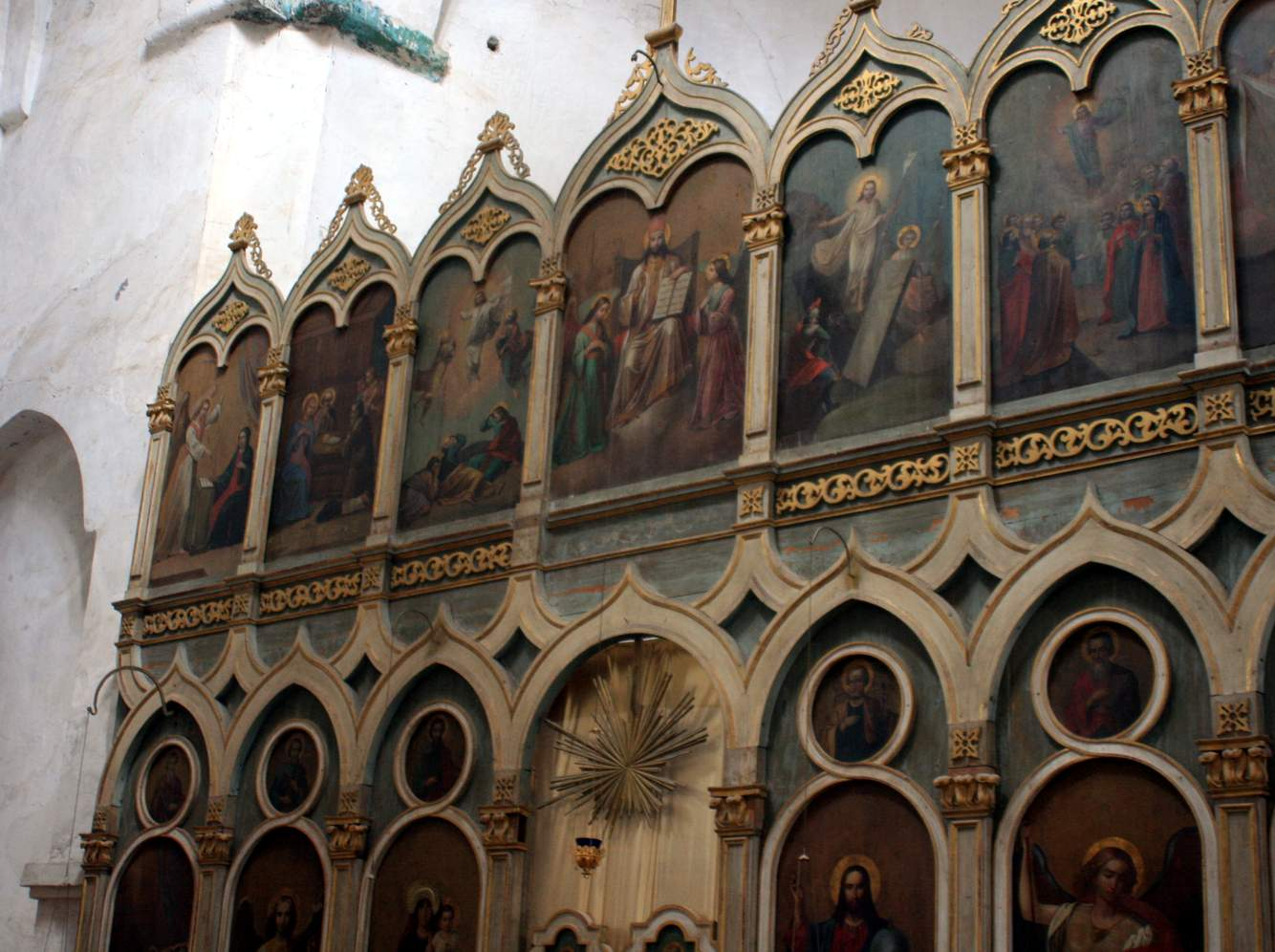
L'iconòstasi de l'església de la Mare de Déu
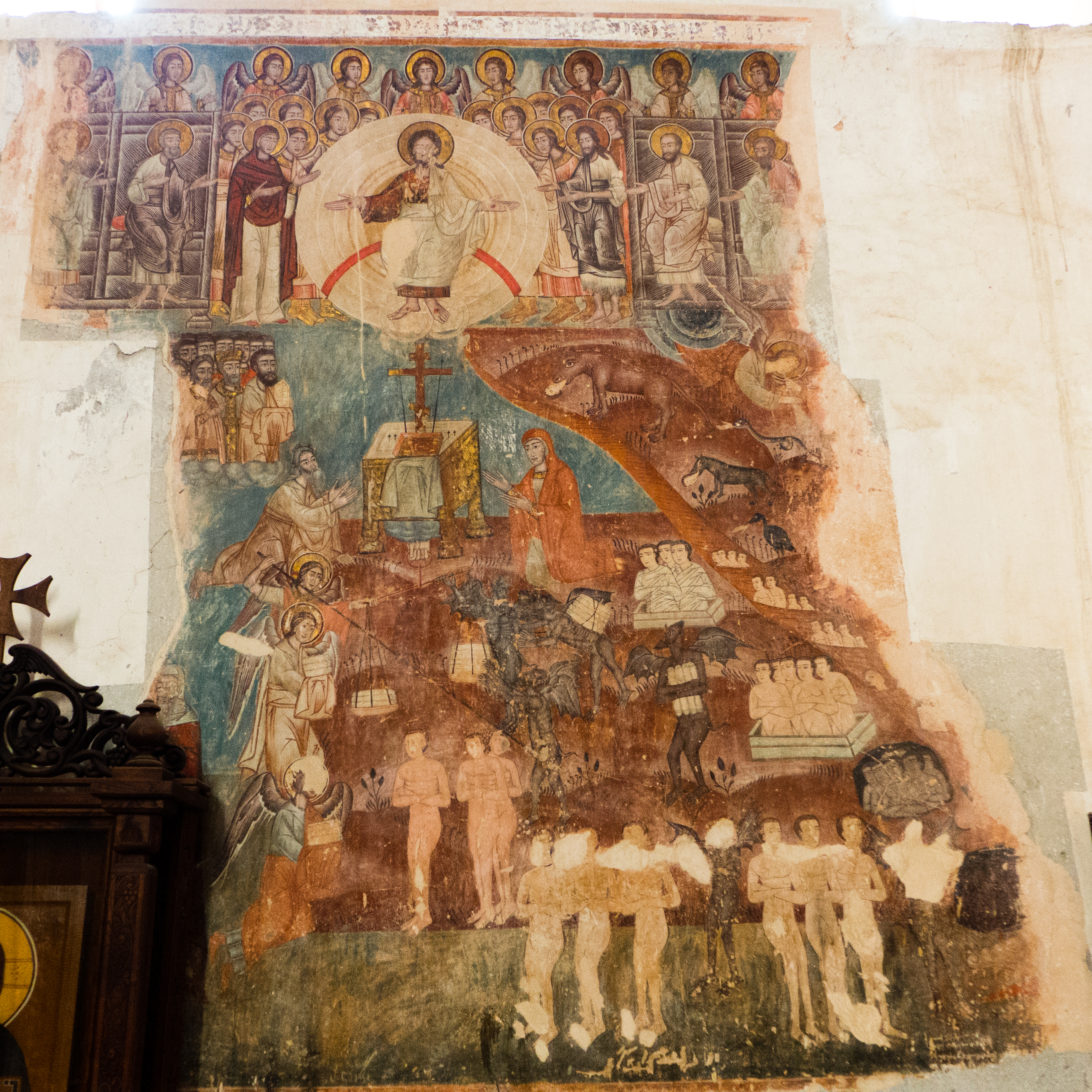
Judici Final
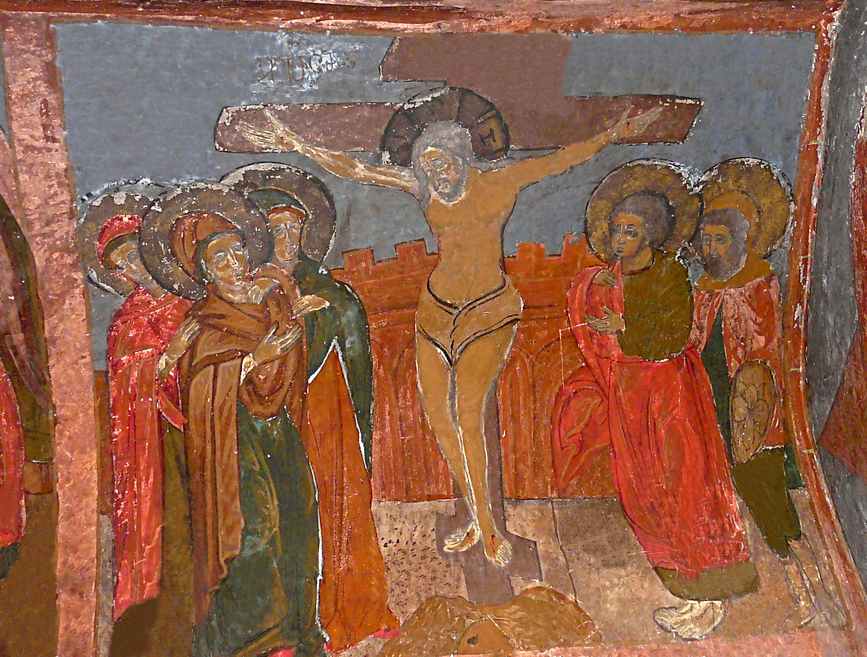
Pintura mural
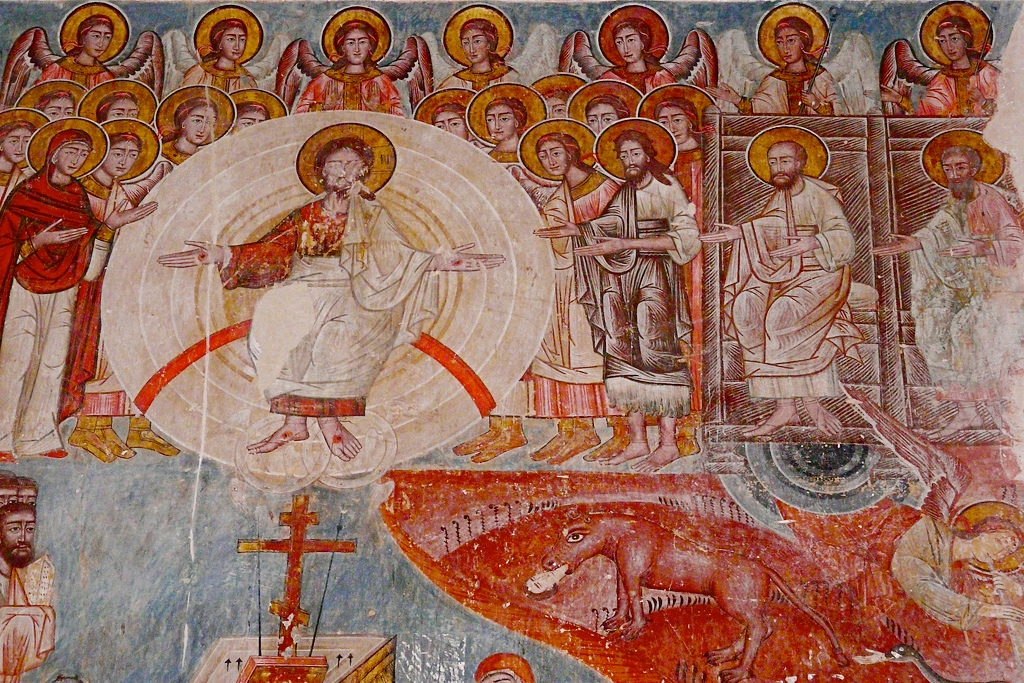
Pintura mural

#### Església de la Deïtat

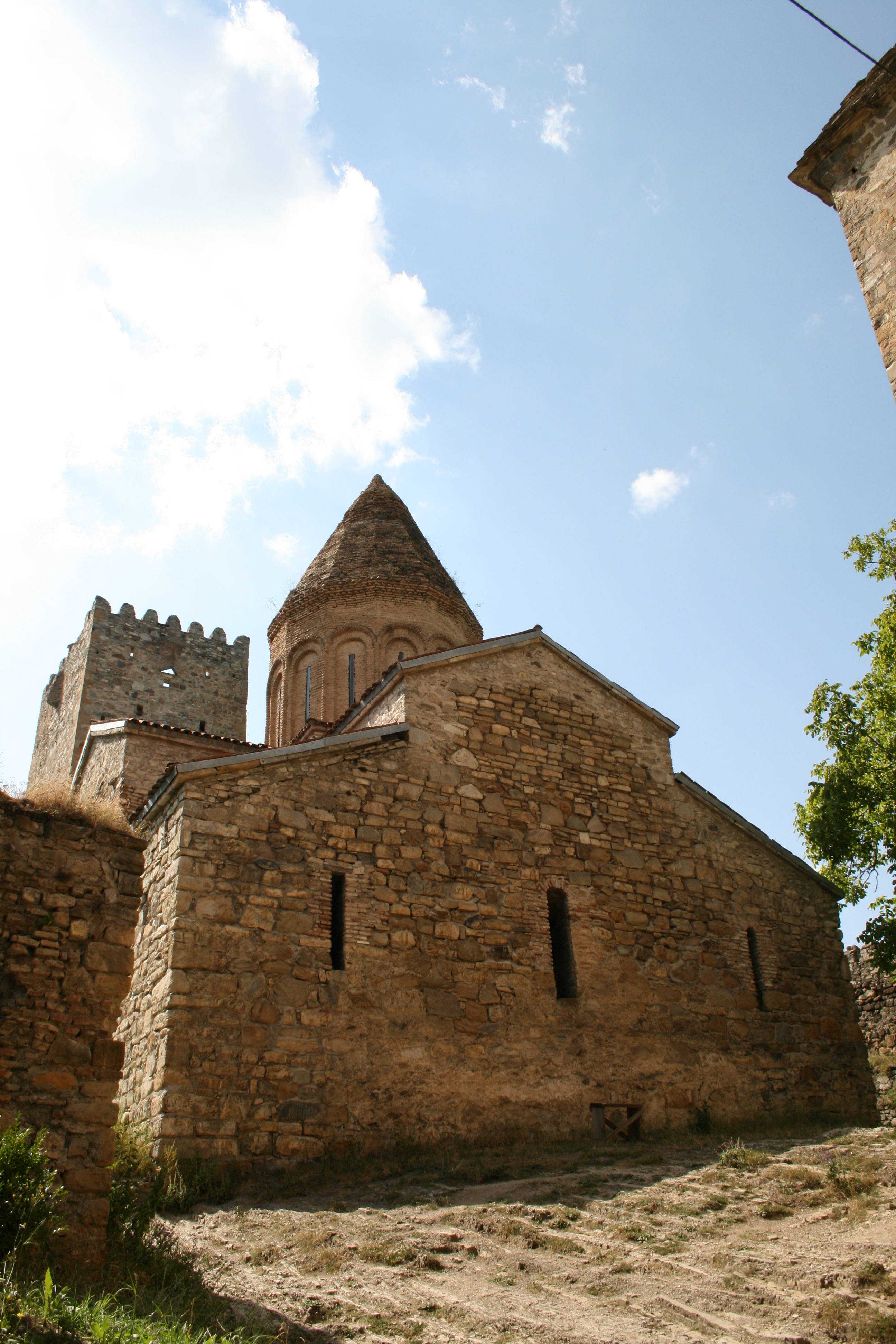
Església de la Deïtat

A la part occidental de la fortalesa superior es troba l'església de la Deïtat. És un rectangle de 16,4 m x 13,3 m realitzada amb pedra i maó, construïda a la fi del segle xvi o a la primera meitat del segle xvii. L'estil arquitectònic de l'església pertany al tipus de monuments de cúpula central que es van originar en el segle xi i als segles següents, però en l'era feudal tardana el mestre d'aquesta construcció va fer canvis significatius. Un canvi, en primer lloc, és la disposició de l'altar de la part central de l'església. Com se sap, aquesta part de l'església sempre s'utilitza pels eclesiàstics i es connectava a la sala amb una porta (iconòstasi). Aquesta circumstància no és accidental, sinó dictada pel ritual de l'Església. Si hi hagué cap canvi en el temps d'aquesta església en les regles, no se sap. La segona peculiaritat del mestre és la separació del braç occidental per dos, en dos espais dels costats en quadrats i els sostres amb una volta creuada.

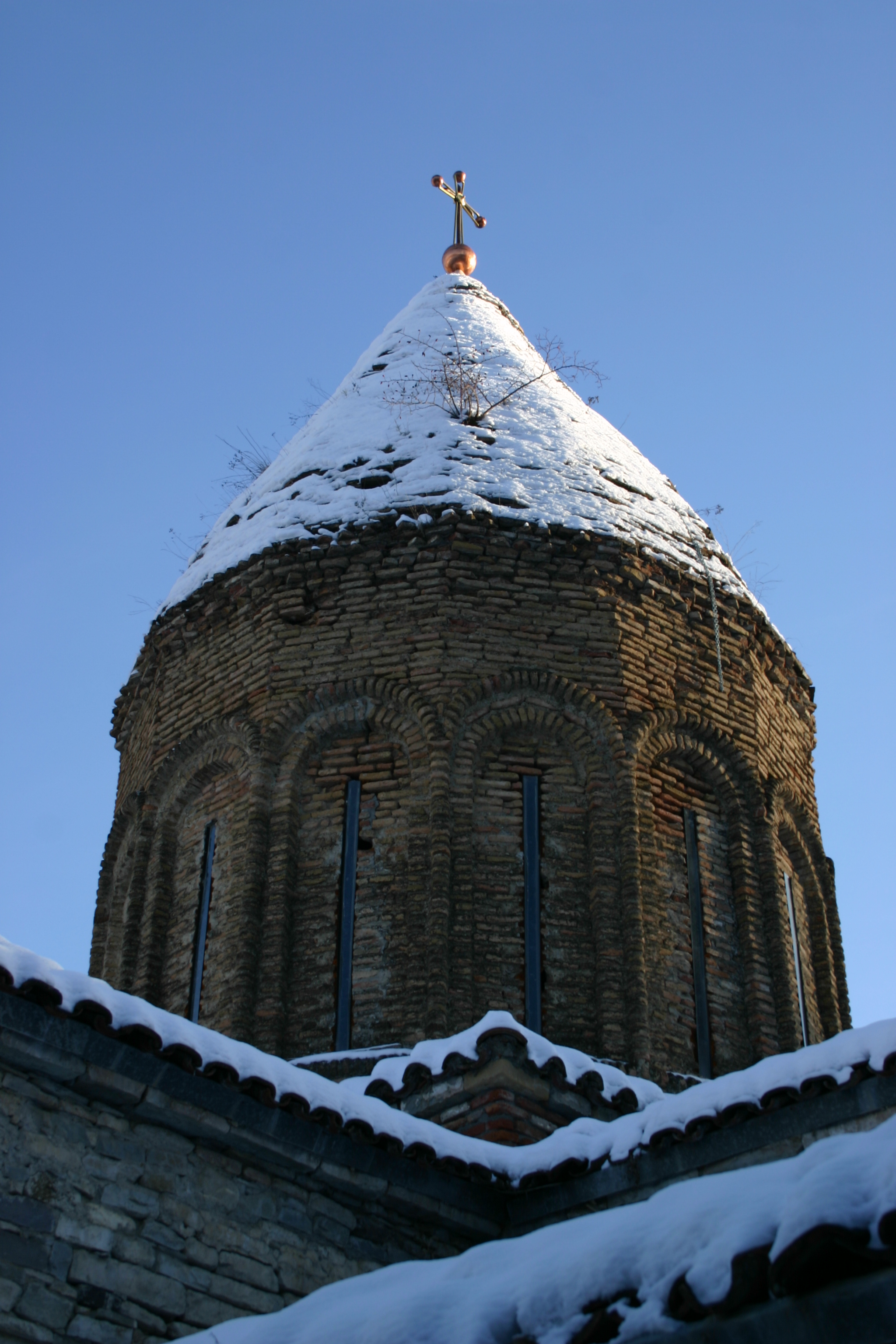
Cúpula de la Deïtat

Els braços del creuer: és més curt el de la part de l'est que l'occidental. L'absis central de l'altar és profund. Hi ha la impressió que les parets interiors d'aquesta església mai no han estat enlluïdes ni pintades, perquè no s'observen les empremtes de la pintura al fresc. La massa principal de les parets és la maçoneria, la cúpula i els arcs construïts són completament de maons, i les cambres, en part de maons i parcialment de roca (mides dels maons: 24 cm x 24 cm x 4 cm; 25 cm x 25 cm x 5 cm). La il·luminació de l'interior es realitza, a part de per les finestres de la cúpula, amb altres finestres de mida mitjana, col·locades als quatre centres dels passadissos en creu de la planta de l'església.

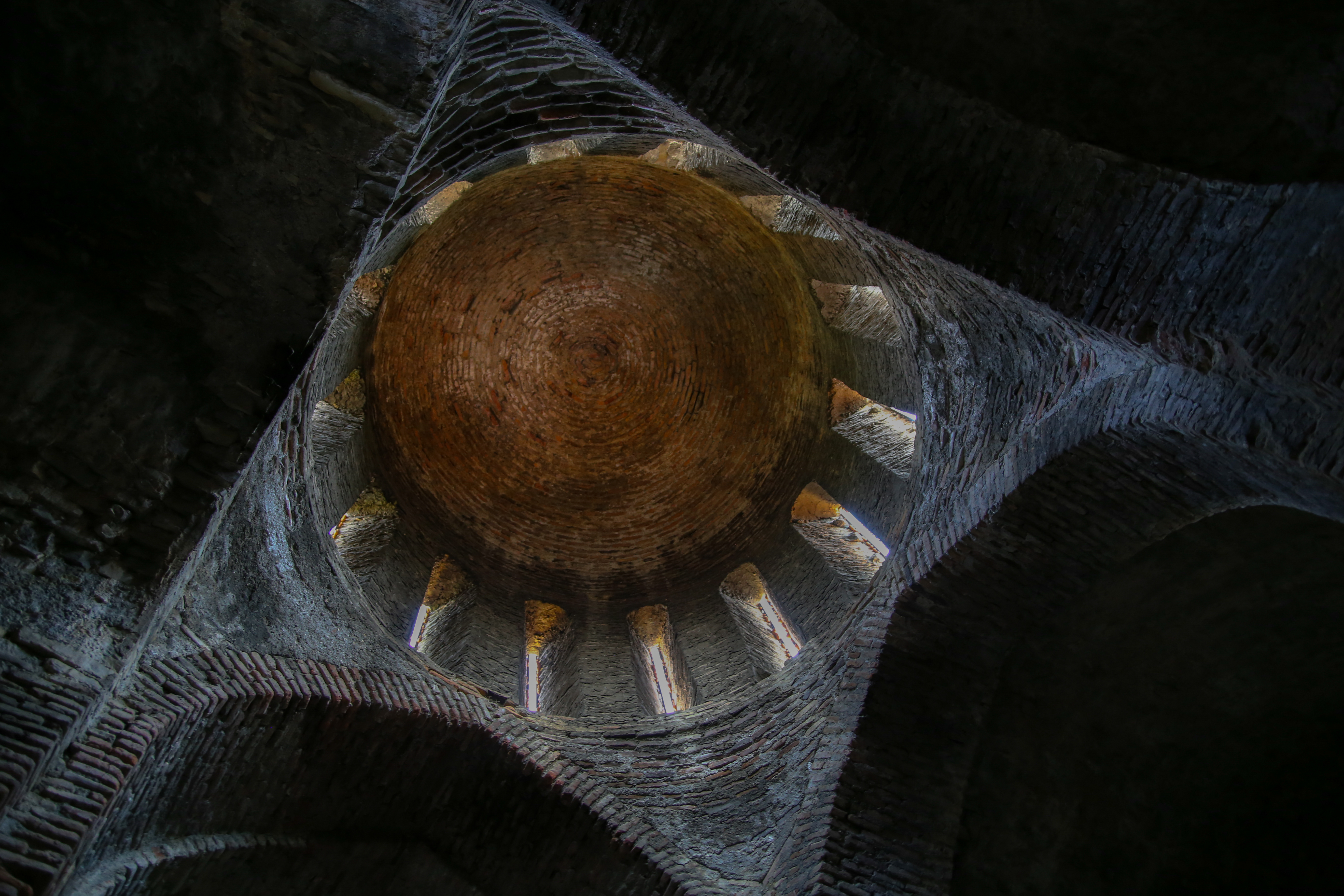
Interior de la cúpula de la Deïtat

La cúpula de l'església està coberta amb forma cilíndrica, té catorze obertures amb el mateix interval a la superfície del sostre, que és de forma piramidal notablement baixa. El material és completament de maó i la decoració està específicament definida per aquest material. La cúpula està feta de cinc capes de maó. La construcció de la cúpula es processa amb àrees d'arcades contínues, dins de l'interior de l'arc exterior, una de les àrees més profundes al centre de la qual es col·loquen els espais alts. Aquesta decoració està separada de la part inferior de la cúpula i està feta amb maons especialment. Del mateix maó semiformal estan fet els arcs.

#### Església del Salvador

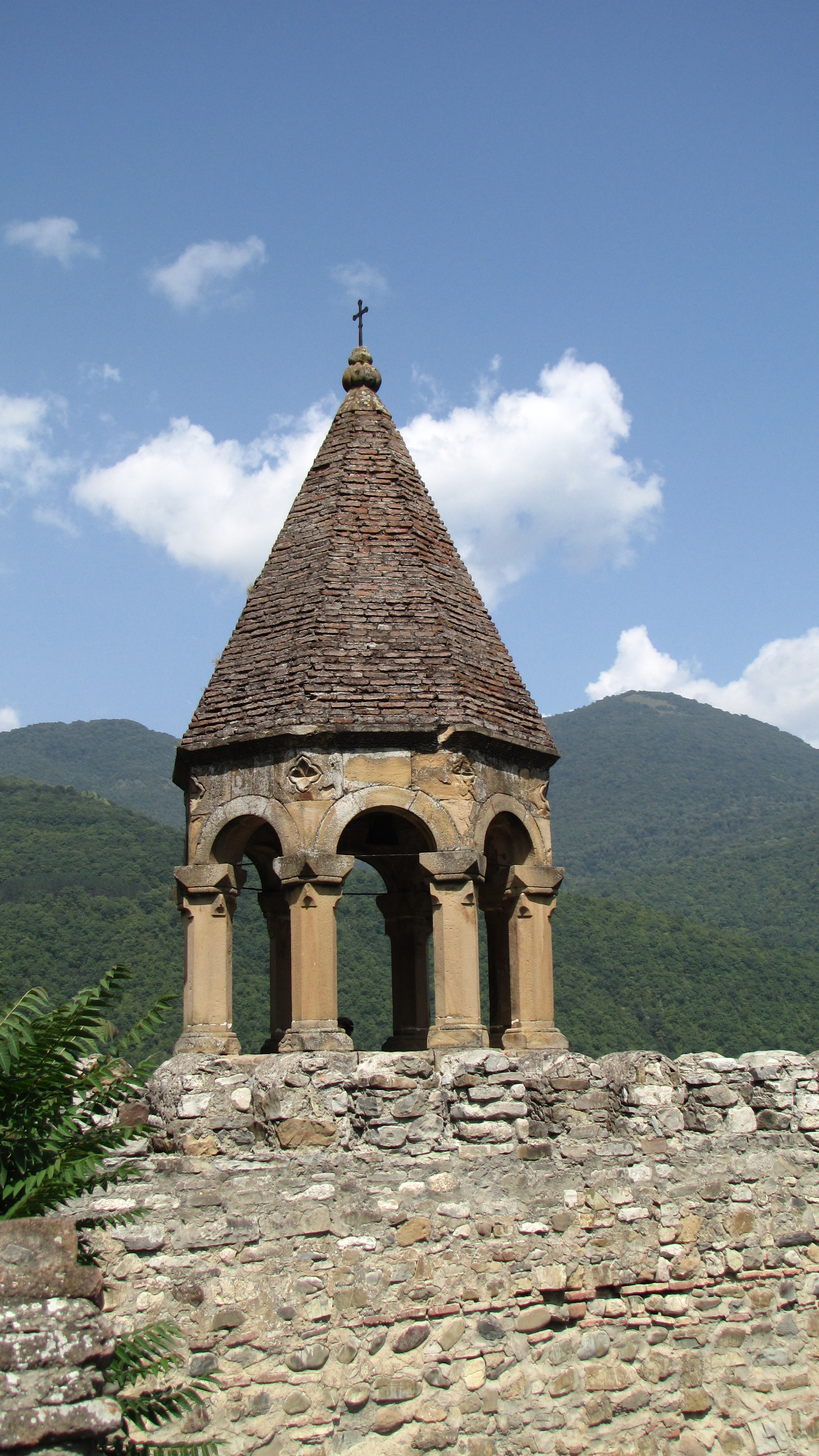
Campanar de l'església del Salvador

Al caire oriental de la fortalesa superior hi ha l'església del Salvador, l'edifici de la qual quasi sencer surt de la muralla. Es remunta a la segona meitat del segle xvi. L'església és de planta de saló (11,2 m x 7,1 m), construïda amb maons. A la cantonada més exterior es troba el santuari de l'altar i la sala. L'absis té forma semicircular amb dos nínxols rectangulars petits inscrits. Les dues portes de l'església estan situades l'una enfront de l'altra, al llarg de la paret de l'oest. Hi ha dos espills: un en un absis i l'altre al mur occidental. Aquest darrer és flanquejat per un refugi penitenciari nocturn i ara es troba passant per la cel·la octogonal del pati de la presó.
Les façanes de l'església són força simples i originàriament arribaven fins a formar el sostre, però després les parets es van aixecar per a suportar una plataforma especial i un campanar.

#### Campanar
El campanar construït a l'església del Salvador té la torre oberta per vuit cavitats. Datat de la segona meitat del segle xvii, va ser realitzat de pedra; la seva construcció es basa en arcs, els fusts de les columnes son de pedra de gres. A les columnes s'han perfilat la base i el capitell. La paret superior està acabada amb pedra amb petites decoracions tallades entre els arcs. El campanar està ensostrat amb un maó col·locat horitzontalment en forma piramidal.

#### Cel·la
Un túnel subterrani de 3,5 m x 3,5 m de diàmetre és una cel·la eclesiàstica que comença a l'oest de l'església del Salvador. Està realitzada en pedra i l'entrada és al nord-est. Un passadís estret de des del pati de la presó inferior està connectat a la porta d'arc. La seva il·luminació estava unida amb una finestra al mur oest de l'església. En tots dos costats d'aquesta finestra, es van construir finestres petites al nínxol. La porta donava directament al túnel, que ara s'encreua amb el del pati superior de la presó. La cel·la està ensostrada amb una cúpula de maó.

#### Dipòsit de l'aigua
Al sud de la fortalesa superior, hi ha un dipòsit d'aigua situat al mur, que consta de dos tancs i aigua potable de l'entrada d'una font (àrea total 12,9 m x 9,6 m). Les reserves d'aigua s'aconsegueixen amb pedres. Els espais estan coberts amb cambres d'interior rectangulars. L'aigua va ser treta del corredor al nord-oest de la fortalesa amb profundes canonades d'argila. Sota la paret occidental de la fortalesa superior, la bomba d'aigua es va unir al dipòsit d'aigua. Els tancs estan enlluïts amb solucions impermeables. L'aigua es va incloure per la part inferior de la paret occidental del dipòsit amb una entrada especial i una petita porta a la paret de la rasa del tanc que se transferia al segon compartiment. Una vegada completat el complex, la canonada es va col·locar al tercer pis, que es troba al nord del segon tanc. La majoria dels dipòsits es troben al terra. Únicament la façana oriental està disposada arquitectònicament. La façana es col·loca en un rectangle gran i la línia horitzontal de pedestal de maó des de la part superior. Dins de la solució hidràulica, hi ha un altre petit dipòsit d'aigua a la cantonada sud-est de la fortalesa superior amb una profunditat de 6 metres, diàmetre superior d'1,2 m, i inferior de 3 m.